# Svezia ai Giochi della XIV Olimpiade
La Svezia partecipò ai Giochi della XIV Olimpiade, svoltisi a Londra, dal 20 luglio al 14 agosto 1948,
con una delegazione di 181 atleti, di cui 19 donne, impegnati in 18 discipline,
aggiudicandosi 16 medaglie d'oro, 11 medaglie d'argento e 17 medaglie di bronzo.

## Medagliere

### Per discipline
| Sport              | Oro | Argento | Bronzo | Totale |
| ------------------ | --- | ------- | ------ | ------ |
| Atletica leggera   | 5   | 3       | 5      | 13     |
| Lotta greco-romana | 5   | 2       | 0      | 7      |
| Canoa/kayak        | 4   | 0       | 0      | 4      |
| Pentathlon moderno | 1   | 0       | 1      | 2      |
| Calcio             | 1   | 0       | 0      | 1      |
| Lotta libera       | 0   | 3       | 3      | 6      |
| Equitazione        | 0   | 1       | 2      | 3      |
| Vela               | 0   | 1       | 1      | 2      |
| Pugilato           | 0   | 1       | 0      | 1      |
| Tiro               | 0   | 0       | 3      | 3      |
| Scherma            | 0   | 0       | 1      | 1      |
| Sollevamento pesi  | 0   | 0       | 1      | 1      |
| Totale             | 16  | 11      | 17     | 44     |

### Medaglie
| Medaglia | Atleta                                                                              | Sport              | Evento                        |
| -------- | ----------------------------------------------------------------------------------- | ------------------ | ----------------------------- |
| Oro      | Henry Eriksson                                                                      | Atletica leggera   | 1500 metri piani              |
| Oro      | Tore Sjöstrand                                                                      | Atletica leggera   | 3000 metri siepi              |
| Oro      | John Mikaelsson                                                                     | Atletica leggera   | Marcia 10000 metri            |
| Oro      | John Ljunggren                                                                      | Atletica leggera   | Marcia 50 km                  |
| Oro      | Arne Åhman                                                                          | Atletica leggera   | Salto triplo                  |
| Oro      | Svezia                                                                              | Calcio             | Torneo maschile               |
| Oro      | Gert Fredriksson                                                                    | Canoa/kayak        | K1 1000 metri maschile        |
| Oro      | Hans Berglund Lennart Klingström                                                    | Canoa/kayak        | K2 1000 metri maschile        |
| Oro      | Gert Fredriksson                                                                    | Canoa/kayak        | K1 10000 metri maschile       |
| Oro      | Gunnar Åkerlund Hans Wetterström                                                    | Canoa/kayak        | K2 10000 metri maschile       |
| Oro      | Kurt Pettersén                                                                      | Lotta greco-romana | Pesi gallo                    |
| Oro      | Gustav Freij                                                                        | Lotta greco-romana | Pesi leggeri                  |
| Oro      | Gösta Andersson                                                                     | Lotta greco-romana | Pesi welter                   |
| Oro      | Axel Grönberg                                                                       | Lotta greco-romana | Pesi medi                     |
| Oro      | Karl-Erik Nilsson                                                                   | Lotta greco-romana | Pesi medio-massimi            |
| Oro      | William Grut                                                                        | Pentathlon moderno | Individuale                   |
| Argento  | Lennart Strand                                                                      | Atletica leggera   | 1500 metri piani              |
| Argento  | Erik Elmsäter                                                                       | Atletica leggera   | 3000 metri siepi              |
| Argento  | Ingemar Johansson                                                                   | Atletica leggera   | Marcia 10000 metri            |
| Argento  | Robert Selfelt Olof Stahre Sigurd Svensson                                          | Equitazione        | Concorso completo a squadre   |
| Argento  | Olle Anderberg                                                                      | Lotta greco-romana | Pesi piuma                    |
| Argento  | Tor Nilsson                                                                         | Lotta greco-romana | Pesi massimi                  |
| Argento  | Ivar Sjölin                                                                         | Lotta libera       | Pesi piuma                    |
| Argento  | Gösta Jönsson-Frändfors                                                             | Lotta libera       | Pesi leggeri                  |
| Argento  | Bertil Antonsson                                                                    | Lotta libera       | Pesi massimi                  |
| Argento  | Gunnar Nilsson                                                                      | Pugilato           | Pesi massimi                  |
| Argento  | Folke Bohlin - Gösta Brodin - Hugo Johnson                                          | Vela               | Dragone                       |
| Bronzo   | Bertil Albertsson                                                                   | Atletica leggera   | 10000 metri piani             |
| Bronzo   | Carl Rune Larsson                                                                   | Atletica leggera   | 400 metri ostacoli            |
| Bronzo   | Göte Hagström                                                                       | Atletica leggera   | 3000 metri siepi              |
| Bronzo   | Kurt Lundquist Lars-Erik Wolfbrandt Folke Alnevik Carl Rune Larsson                 | Atletica leggera   | Staffetta 4×400 metri         |
| Bronzo   | Ann-Britt Leyman                                                                    | Atletica leggera   | Salto in lungo femminile      |
| Bronzo   | Gustaf Adolf Boltenstern Jr.                                                        | Equitazione        | Dressage individuale          |
| Bronzo   | Robert Selfelt                                                                      | Equitazione        | Concorso completo individuale |
| Bronzo   | Thure Johansson                                                                     | Lotta libera       | Pesi mosca                    |
| Bronzo   | Erik Lindén                                                                         | Lotta libera       | Pesi medi                     |
| Bronzo   | Bengt Fahlkvist                                                                     | Lotta libera       | Pesi medio-massimi            |
| Bronzo   | Gösta Gärdin                                                                        | Pentathlon moderno | Individuale                   |
| Bronzo   | Sven Thofelt Per Carleson Frank Cervell Carl Forssell Bengt Ljungquist Arne Tollbom | Scherma            | Spada a squadre maschile      |
| Bronzo   | Gösta Magnusson                                                                     | Sollevamento pesi  | Pesi massimi-leggeri          |
| Bronzo   | Sven Lundquist                                                                      | Tiro               | Pistola 25 metri              |
| Bronzo   | Torsten Ullman                                                                      | Tiro               | Pistola 50 metri              |
| Bronzo   | Jonas Jonsson                                                                       | Tiro               | Carabina 50 metri a terra     |
| Bronzo   | Tore Holm Karl-Robert Ameln Martin Hindorff Torsten Lord Gösta Salén                | Vela               | 6 metri                       |

## Risultati

### Calcio
| Atleta | Classifica |                   |
| --- | --- | ----------------- |
| V · D · M Nazionale svedese · Calcio ai Giochi Olimpici Estivi 1948 P Lindberg · P Svensson · D Emanuelsson · D E. Nilsson · C Andersson · C Bengtsson · C Leander · C B. Nordahl · C K. Nordahl · C Rosén · C Rosengren · A Carlsson · A Gren · A Jönsson · A Liedholm · A S. Nilsson · A G. Nordahl · A Nyström · CT : Raynor | Oro |                   |
| Nazionale svedese · Calcio ai Giochi Olimpici Estivi 1948 | |                   |
| P Lindberg · P Svensson · D Emanuelsson · D E. Nilsson · C Andersson · C Bengtsson · C Leander · C B. Nordahl · C K. Nordahl · C Rosén · C Rosengren · A Carlsson · A Gren · A Jönsson · A Liedholm · A S. Nilsson · A G. Nordahl · A Nyström · CT: Raynor                                                                      | P Lindberg · P Svensson · D Emanuelsson · D E. Nilsson · C Andersson · C Bengtsson · C Leander · C B. Nordahl · C K. Nordahl · C Rosén · C Rosengren · A Carlsson · A Gren · A Jönsson · A Liedholm · A S. Nilsson · A G. Nordahl · A Nyström · CT: Raynor | Svezia (bandiera) |

### Pallanuoto
| Atleta | Classifica |                   |
| --- | --- | ----------------- |
| V · D · M Nazionale maschile svedese di pallanuoto · Giochi olimpici - Londra 1948 Öberg • Holm • R. Julin • Spångberg • Jutner • Johansson • A. Julin • Eriksson • Gadd • Ohlson • Ericsson · CT : - | 5° |                   |
| Nazionale maschile svedese di pallanuoto · Giochi olimpici - Londra 1948 | |                   |
| Öberg • Holm • R. Julin • Spångberg • Jutner • Johansson • A. Julin • Eriksson • Gadd • Ohlson • Ericsson · CT: -                                                                                     | Öberg • Holm • R. Julin • Spångberg • Jutner • Johansson • A. Julin • Eriksson • Gadd • Ohlson • Ericsson · CT: - | Svezia (bandiera) |